# Limonia fraudulenta
Limonia fraudulenta är en tvåvingeart som beskrevs av Alexander 1928. Limonia fraudulenta ingår i släktet Limonia och familjen småharkrankar.
Artens utbredningsområde är Taiwan. Inga underarter finns listade i Catalogue of Life.